# Andeca
Rei suevo (584 - 585). Assassinou Eborico e, tendo-se casado com a mãe deste, foi proclamado rei pelos nobres revoltados contra o governo daquele. O rei visigodo Leovigildo utilizou este crime como pretexto para intervir no reino suevo, e depôs Andeca, encerrando-o num mosteiro. Andeca foi, pois, o representante da insubmissão dos suevos à supremacia visigoda, por várias vezes reconhecida desde o reinado de Miro.